# Chemiré-le-Gaudin
Chemiré-le-Gaudin – miejscowość i gmina we Francji, w regionie Kraj Loary, w departamencie Sarthe.
Według danych na rok 1990 gminę zamieszkiwało 819 osób, a gęstość zaludnienia wynosiła 36 osób/km² (wśród 1504 gmin Kraju Loary Chemiré-le-Gaudin plasuje się na 663. miejscu pod względem liczby ludności, natomiast pod względem powierzchni na miejscu 459.).